# Subul Babo
Subul Babo (Namatanai, 1º giugno 1966) è un ex velocista papuano.

## Biografia
Nel 1990 prese parte ai campionati oceaniani di atletica leggera di Suva, conquistando la medaglia d'oro nei 200 metri piani e quella d'argento nei 100 metri piani.
Nel 1992 partecipò ai Giochi olimpici di Barcellona, chiudendo sia i 400 metri piani che la staffetta 4×400 metri con l'eliminazione in batteria. Anche ai Giochi olimpici di Atlanta non riuscì a superare le qualificazioni nelle medesime discipline e nella staffetta 4×100 metri.

## Palmarès
| Anno | Manifestazione       | Sede       | Evento      | Risultato | Prestazione | Note |
| ---- | -------------------- | ---------- | ----------- | --------- | ----------- | ---- |
| 1990 | Campionati oceaniani | Suva       | 100 m piani | Argento   | 10"83       |      |
| 1990 | Campionati oceaniani | Suva       | 200 m piani | Oro       | 21"60       |      |
| 1992 | Giochi olimpici      | Barcellona | 400 m piani | Batteria  | 47"17       |      |
| 1992 | Giochi olimpici      | Barcellona | 4×400 m     | Batteria  | 3'13"35     |      |
| 1996 | Giochi olimpici      | Atlanta    | 400 m piani | Batteria  | 48"15       |      |
| 1996 | Giochi olimpici      | Atlanta    | 4×100 m     | Batteria  | dnf         |      |
| 1996 | Giochi olimpici      | Atlanta    | 4×400 m     | Batteria  | 3'19"92     |      |